# Scaptomyza pseudovittata
Scaptomyza pseudovittata är en tvåvingeart som beskrevs av Brncic 1955. Scaptomyza pseudovittata ingår i släktet Scaptomyza och familjen daggflugor. Inga underarter finns listade i Catalogue of Life.